# 生物地理区

WWFによる8つの生物地理区のうちの6つ
新北区
旧北区
エチオピア区
東洋区
オーストラリア区
新熱帯区
オセアニア区及び南極区は図示せず

生物地理区（せいぶつちりく、Ecozone / Biogeographical Region）とは、地球上の地理区分のひとつ。生物の分布をとらえて、地理区分を行ったものである。

## 概説
古代から、生物の分布は地域により異なることが知られており、気候や生物の移動を遮断する海や高い山脈などが要因としてあげられてきた。現代のプレートテクトニクス理論による大陸の移動（合同や分散）、孤立した地域での独自進化や分岐などを考慮すると、生物地理区の生物分布の違いは地球規模の大陸移動や数億年の生物史の現在におけるスナップショットを示しているものといえる。
また、生物地理区は生物多様性の保持の目的のため、環境保護の分野でも重要な概念である。例えば、世界自然保護基金（WWF）では、これを基礎として陸上・淡水域・海水の3種類の生物環境を保全するために利用されている（グローバル200）。

## 8つの生物地理区の概略

### 旧北区
旧北区 (Palearctic ecozone) は、東アジアの大部分（日本のトカラ列島悪石島以北、中国の秦嶺山脈以北、朝鮮半島）、北アジアおよび中央アジア、中東（アラビア半島南部およびイラン南部は除く）、ヨーロッパを含むヒマラヤ山脈以北のユーラシア大陸と、北アフリカ（サハラ砂漠以北）から成るエリア。区内は、亜熱帯・温帯・冷帯・寒帯と様々で、四季の変化がはっきりしている。代表的な動物は、ラクダ、ヒツジ、ウマ、ノガンなど。ユーラシア大陸はローラシア大陸の一部として北アメリカ大陸とつながっていた時期があり、特に植物相は両者で共通するグループが多い。植物地理区では新北区と旧北区を合わせて全北区として区分する。面積は5410万平方キロメートル。

### 東洋区

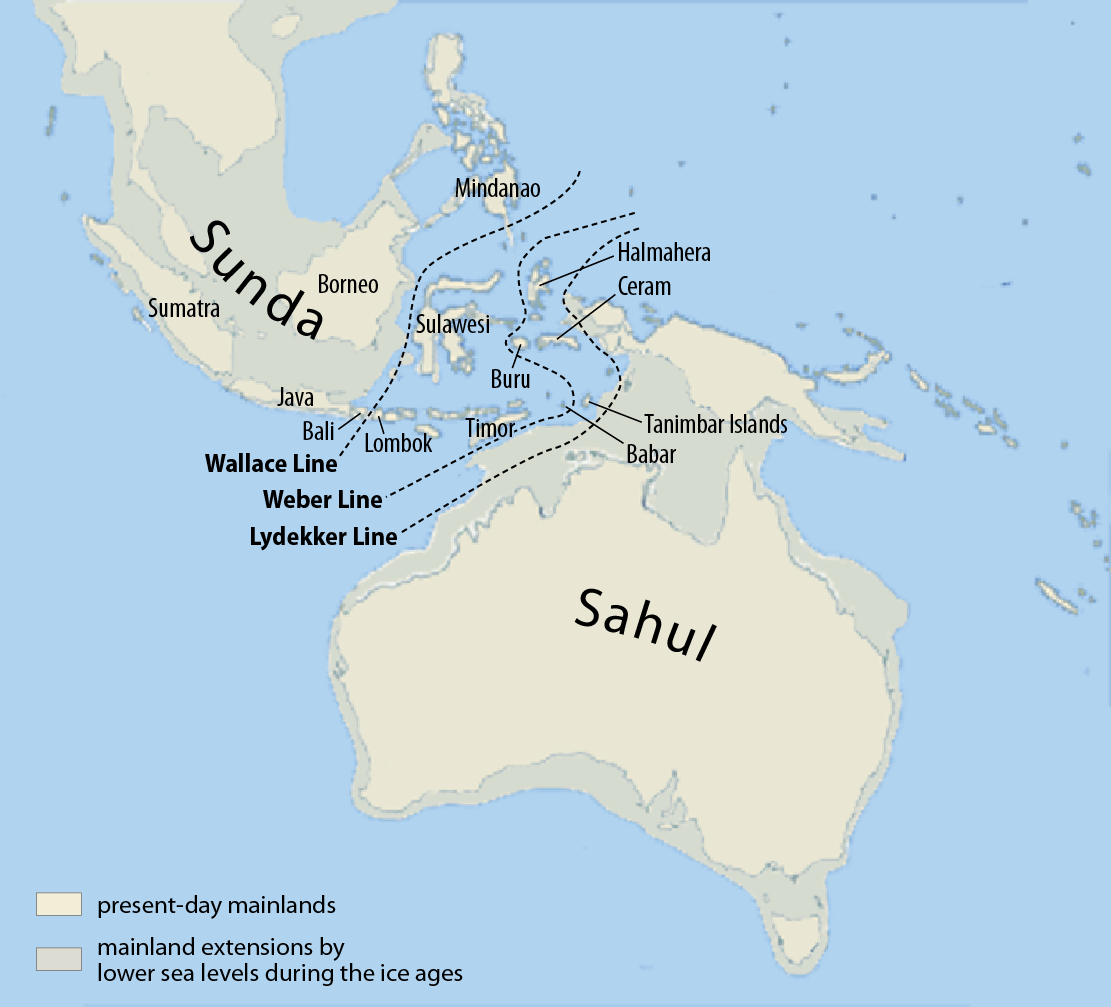
東洋区とオーストラリア区の境界線。最も左に位置しているのがウォレス線である。

東洋区 (Indomalaya ecozone) は、東アジアの一部（日本のトカラ列島小宝島以南の南西諸島、台湾、中国の秦嶺山脈以南）、東南アジアの大部分、インド亜大陸を含むエリア。このうちインド亜大陸は、ゴンドワナ大陸から分離し、始新世にユーラシア大陸と合体した。合体後も、形成されたヒマラヤ山脈が障壁となったため、ユーラシア大陸の他の地域とは生物相が異なる。そのほとんどが亜熱帯や熱帯地域である。オーストラリア区との境界はウォレス線と呼ばれる。面積は750万平方キロメートル。

### エチオピア区
エチオピア区 (Afrotropic ecozone) は、アラビア半島南部、イラン南部、アフリカ大陸のサハラ砂漠以南（サブサハラアフリカ）を占めるエリア。そのうち、マダガスカルは約8000万年前にゴンドワナ大陸から分離し、それ以来アフリカ大陸とは海峡で隔てられているので、生物相が異なっている。固有の鳥類は、ダチョウ、ヘビクイワシ、タイヨウチョウ科、ホロホロチョウ科、ネズミドリ目の6グループが挙げられる。新熱帯区に対して、旧熱帯区と呼ばれることもある。面積は2210万平方キロメートル。

### オーストラリア区
オーストラリア区 (Australasia ecozone) は、オーストラリア、ニュージーランド、ニューギニア島および周辺諸島（オーストララシア）と、東南アジアのうちロンボク海峡、マカッサル海峡以東のエリアで、ウォレス線によって東洋区と分離している。さらにオーストラリア大陸は、長期間、孤立した大陸であるため、特異な生物グループが生息している。チロエオポッサムとアメリカ有袋大目以外の有袋類と、単孔類はオーストラリア区のみに生息している。オーストラリア区固有科の鳥類は、エミュー科、カグー科、クサムラドリ科、クビワミフウズラ科、コトドリ科、ツチスドリ科、フエガラス科などが挙げられる。面積は770万平方キロメートル。

### オセアニア区

オセアニア区

オセアニア区 (Oceania ecozone) は、太平洋の島々のうち、オーストラリア、ニュージーランド、ニューギニア島およびそれらの周辺諸島をのぞいた残りの島々のエリアである。ミクロネシア、ニュージーランドを除くポリネシアおよびフィジー諸島から成り、日本の小笠原諸島も含まれる。孤島にはクイナ類など固有種が多い。面積は100万平方キロメートル。

### 新北区
新北区 (Nearctic ecozone) は、北アメリカ大陸のうちメキシコ高地以北のエリアで、グリーンランドを含むがフロリダ半島南部は除かれる。現在は北アメリカ大陸と南アメリカ大陸はパナマ地峡で繋がっているが、数百万年前までは海で隔てられていた。そのため、両者では生物相がかなり異なる。南アメリカ大陸は新熱帯区に区分されている。北アメリカ大陸はローラシア大陸の一部としてユーラシア大陸とつながっていた時期があり、特に植物相は両者で共通するグループが多い。植物地理区では新北区と旧北区を合わせて全北区として区分する。面積は2290万平方キロメートル。

### 新熱帯区
新熱帯区 (Neotropic ecozone) は、南アメリカ大陸および中央アメリカ、さらに西インド諸島とフロリダ半島南部を含むエリア。異節上目(被甲目・有毛目)は、この地域のみに分布する。新世界ザル類は、パナマ地峡形成よりはるか以前に南アメリカとアフリカがつながっていた（或いは渡れるほど近かった）時期に渡ってきた猿類が独自に進化したグループである。また、その他有胎盤類の多くは、パナマ地峡が形成された後に新北区から地峡を通ってきた。面積は1900万平方キロメートル。

### 南極区
南極区 (Antarctic ecozone) は、南極大陸および南極海を含むエリア。南極大陸はゴンドワナ大陸から分裂して以来、独立大陸である。気候が過酷であるため、特別に環境順応した種のみが生息し、大型生物は沿岸部に留まる。代表的な動物は、ペンギン、アザラシ、クジラなどである。面積は30万平方キロメートル。

## 区割り見直しの提唱
これらの伝統的な区割りに対し、動物地理区についてのみではあるが、2013年1月4日号の『サイエンス』に、Ben G. Holtらによる区割りの見直しを提唱する論文が掲載された。これは単に生物の分布のみならず、計21037種の両生類・鳥類・哺乳類についてそれぞれの中での系統関係も考慮に入れられたものである。新しい見直しでは区は11に増えている（南極区は除く）。新設された区は、Sino-Japanese、Saharo-Arabian、Madagascan、Panamanianである。なお、区の境界にも若干の変更点がある（アラビア半島がエチオピア区と旧北区に分かれていたのが全域がSaharo-Arabianになったこと、ニューギニア島のオセアニア区への移動など）。